# Пшемысль

План крепости Перемышль, польские обозначения

Пше́мысль (пол. Przemyśl [ˈpʂɛmɨɕl]; укр. Пере́мишль, нем. Premissel; русское название — Перемы́шль) — пограничный город на правах повята на юго-востоке Польши, расположенный на реке Сан, вблизи Украины, в 12 км от границы. Население составляет около 60 тысяч жителей. Пшемысль является важной таможенной станцией на железнодорожной магистрали Львов — Краков. До 1998 года город был административным центром Перемышльского воеводства, после его расформирования входит в состав Подкарпатского воеводства Польши.

## История
По данным раскопок польских археологов А. Коперского и М. Парчевского, обнаруживших венгерское кладбище в Перемышле, в первой половине X века в районе Перемышля существовал анклав, занятый одной из групп мадьяр. В середине X века перемышльские венгры, не желавшие входить в состав Киевской Руси, решили, вероятно, уйти отсюда и присоединиться к основной массе венгров, активно осваивавших Среднее Подунавье.
Первые упоминания о Перемышле датируются 981 годом. В летописи говорится, как Владимир Святославич ходил к ляхам и занял города их. После этого Перемышль был включён в состав Древнерусского государства, став столицей Червонной Руси. В результате феодального дробления Руси Перемышль некоторое время был центром Перемышльской земли — удела Галицко-Волынского княжества.
После монгольского нашествия город был завоёван Польшей и вошёл в состав Русского воеводства, где был центром староства (1434—1772). На месте Перемышльского детинца древнерусского времени король Казимир III построил готический замок. Перемышль упоминался в летописном «Списке русских городов дальних и ближних». Ягайло передал католикам православный собор в Перемышле, построенный ещё при русском князе Володаре Ростиславовиче, положив начало окатоличиванию и полонизации этого города. У православного митрополита Галицкого отобрали в пользу католического архиепископа все его земельные владения. В Москве на протяжении веков не забывали о русской принадлежности Перемышля. К примеру, он был в списке городов, возврата которых требовал Иван IV, называя их насильно отторгнутой вотчиной Рюриковичей от Владимира Крестителя и его сына Ярослава.
После раздела Польши перешёл к Австро-Венгрии как часть королевства Галиции и Лодомерии. До Первой мировой войны Перемышль превратился в укреплённую военную крепость с внешним кольцом в 45 км. В 1914 году в крепости было размещено 140 тысяч австрийских солдат. Военная истерия привела к погрому, когда 15 сентября 1914 года было убито 44 человека, обвиняемых в русофильстве. К 8 (21) сентября 1914 года войска русского Юго-Западного фронта в ходе Галицийской битвы заняли почти всю восточную Галицию и почти всю Буковину с г. Черновцы и осадили австрийскую крепость Перемышль.
9 (22) марта 1915 после продолжительной осады крепость была взята русской армией. Как вспоминал польский автор Ю. Бялыня-Холодецкий: «Пришла 9 (22) марта 1915 г. во Львов печальная весть, что крепость Перемышль сдалась русским войскам, принуждённая к этому недостатком продовольствия. Во Львове воцарилась подавленность; многие оптимисты не хотели даже верить этой печальной новости, и только развешенные вечером по приказу русских властей флаги на домах рассеяли всякие сомнения». Под влиянием депрессии многие жители ходили грустными, другие с ругательствами и проклятиями на устах, направленными против интендантства Австро-Венгрии, иные с открытыми проявлениями антипатии к русским, было много и таких, которые отреагировали на новость рыданиями, приступами истерии и бешенства, с кем-то даже случился апоплексический удар. «С другой стороны не таили своей радости русофилы и спешили массово с поздравлениями к резиденции генерал-губернатора, который велел устроить официально по городу шествия, процессии с портретами царя и великого князя, верховного главнокомандующего, в окружении флагов, военных подразделений, солдат, полицейских и части гражданского населения, которая виватами и возгласами давала выражение своим чувствам». На следующий день, во вторник 10 (23) марта, русское население города Львова торжественно отпраздновало взятие Перемышля русской армией.
Перешедший под контроль России город был посещён императором Николаем II. Однако после Горлицкого прорыва Макензена он был вновь отвоёван австро-германскими войсками.

### В составе ЗУНР. Бои за город
С 1 ноября 1918 года в городе установлена Украинская власть. За день до этого сотня поляков во главе с Станиславом Пухальским попробовала взять власть в городе, но Девятый украинский пехотный полк подавил попытку переворота. Несмотря на мелкий дождь, на площади Рынок собралось 4000 крестьян-украинцев из окрестных сел, хотя, с одной стороны, польские крестьяне из близлежащих деревень и польские жители Пшемысля собрались, чтобы вновь присоединить город и его окрестности к возрожденной Польше. В четверг утром, в Народном Доме города состоялось вече, на котором был избран Перемышльский Народный Совет (Украинский Национальный Совет Перемышля), в состав которого вошли 13 представителей интеллигенции, рабочих, уездного крестьянства, председателем избрали общественного деятеля, посла Теофила Кормоша. При уездном совете была создана военная, финансовая, пищевая, санитарная и другие комиссии; печатный орган — журнал «Воля» (при финансовой поддержке профессора Александра Яремы, вышли 3 номера вечерней газеты за 5, 7, 10 ноября). Была создана совместная польско-украинская комиссия в составе: посол Владимир Загайкевич, директор Кассы больных Иван Жолнир, директор гимназии Андрей Алискевич, профессор гимназии Михаил Демчук — с украинской стороны; также профессор гимназии Феликс Пшиемский, три адвоката — Леонард Тарнавский, Юзеф Мантль, Владимеж Блажовский. Поздно ночью восемь членов комиссии подписали соглашение о содержании покоя, порядка. Для выполнения административно-полицейских функций была создана совместная милиция из 1000 украинцев и 1000 поляков.
Деятельность комиссии поддержал Еврейский национальный совет (создан 3 ноября 1918 г.). 11 ноября в город было подтянуто польское подкрепление, в 12.00 украинцам предложили сдаться. В 12:15 начался артобстрел поляками центра города, в еврейской части горели дома, ожесточенные бои происходили на ул. Францисканской, Мицкевича. Новые власти интернировали около 1000 украинцев, на евреев наложили контрибуцию в размере 3 млн. крон. В городе размещалась ставка командования польской армии. 18 марта 1919 года командующий генерал Ивашкевич перенес её в Судовую Вишню. С 1919 года в Перемышле начал выходить еженедельник «Украинский Голос» под редакцией Дмитрия Греголинского.

### Во Второй Польской Республике
С 23 декабря 1920 года до 4 декабря 1939 года в Львовском воеводстве Польской Республики. Центр Перемышльского земского уезда.
В 1918—1939 годах Пшемысль находился в составе Польши.
В 1931 году более 63 % жителей Пшемысля были поляками и около 30 % — евреями.
1 сентября 1939 года германские войска напали на Польшу, началась Германо-польская война 1939 года.
17 сентября 1939 года на территорию восточной Польши — Западной Украины вступила Красная Армия, и 28 сентября 1939 года был подписан Договор о дружбе и границе между СССР и Германией.
27 октября 1939 года установлена Советская власть.

### В Советском Союзе
C 14 ноября 1939 года в составе Украинской Советской Социалистической Республики (СССР).
4 декабря 1939 года стал центром Перемышльского района Дрогобычской области (Указ Президиума Верховного совета СССР от 4 декабря 1939 года).
В 1939—1941 гг., после присоединения Западной Украины к СССР, в основном в составе УССР (небольшая часть города — в составе немецкого Генерал-губернаторства). Имелся перевалочный железнодорожный терминал.
22 июня 1941 года германские войска напали на СССР — началась Великая Отечественная война. Советские войска, находившиеся в городе, были подняты по боевой тревоге и выведены в места сосредоточения по плану прикрытия государственной границы.
Командующий 17-й полевой армией генерал Штюльпнагель, развернувший свои дивизии на фронте от Томашува до Перемышля, наносил главный удар через Рава-Русскую на Львов и далее в общем направлении на Тернополь. Отдельными ударами он сковывал силы СССР, оборонявшие Перемышль и рубежи южнее этого города.
Город был занят немецкими войсками днём 22 июня, но уже на следующее утро был освобождён частями Красной Армии и пограничных войск НКВД СССР. 99-я стрелковая дивизия генерала Н. И. Дементьева, действуя совместно с пограничниками и батальонами Перемышльского укрепрайона, трижды выбивала части немецкой 101-й пехотной дивизии из пограничного Перемышля. Эта дивизия была одной из нанёсших врагу серьёзный ущерб ещё в первые дни войны. Город удерживался до 27 июня, когда был окончательно оккупирован.
15 июля 1942 года всех евреев Пшемысля оккупанты заключили в гетто. 27 июля они попытались отправить 6,5 тыс. евреев Пшемысля в лагерь смерти Белжец, однако немецкий военный комендант города А. Баттель потребовал прекратить депортацию. По его приказу подразделения вермахта заняли мосты и остановили депортацию (Яд ва-Шем посмертно присвоил А. Бателю звание Праведника народов мира). Но 31 июля 1942 года в Белжец все же были отправлены три тысячи евреев Пшемысля, 3 августа — еще три тысячи, 18 ноября — еще шесть тысяч. В период с сентября 1943 года по апрель 1944 года всех евреев, еще остававшихся в городе, депортировали в Освенцим.
Город был освобождён 27 июля 1944 года войсками 1-го Украинского фронта в ходе Львовско-Сандомирской операции. Войскам, участвовавшим в боях за освобождение Перемышля и Ярослава, приказом ВГК от 28 июля 1944 года объявлена благодарность и в Москве дан салют 20 артиллерийскими залпами из 224 орудий.

### В Польской Народной Республике и III Польской Республике
В 1945 году целиком возвращён СССР в состав Польши.
В будничной жизни города до Второй мировой войны большую роль играли украинцы и евреи. Большинство евреев города погибло в ходе Холокоста, а украинцев и лемков выселили в 1947 году в ходе операции «Висла».
11 июля 2022 года Президент Украины Владимир Зеленский присвоил Перемышлю почётный знак отличия «Город-спасатель» За проявленные гуманизм, милосердие и солидарность с Украинским народом, всестороннюю помощь гражданам Украины, которые вынужденно покинули Родину в результате вооружённой агрессии Российской Федерации против Украины, а также весомую поддержку Украины в защите её независимости и суверенитета.

## Хронология
- VIII век — на этой территории поселяются ледзяне, а их князь Пшемысл-Лешко І основывает город и от своего имени называет Перемышлем[источник не указан 1056 дней]
- IX век — Перемышль переходит к государству Великая Моравия. Прибытие миссии латинского епископа[источник не указан 1056 дней].
- 899 — Перемышль осваивают венгры[источник не указан 1056 дней].
- 940-е — начало номинальной зависимости от Киевской Руси[источник не указан 1056 дней].
- 981—985 — Владимир Великий ведёт борьбу за город и завоёвывает его.
- 1018 — Болеслав I Храбрый присоединяет Перемышль к Польше.
- 1031 — Перемышль заново присоединён к Киевской Руси. Начало еврейского поселения в Перемышле (первое задокументированное поселение евреев на польских землях).
- 1069 — После захвата города Болеславом ІІ Смелым он становится резиденцией польского монарха на несколько лет.
- 1086—1344 — город под властью Галицко-Волынского княжества и в течение короткого периода был его столицей.
- 1344 — Король Казимир III Великий присоединил Перемышль из так называемой Червоной Руси к Польше после смерти последнего русского правителя, Юрия ІІ Болеслава, который завещал передать своё княжество польскому государству.

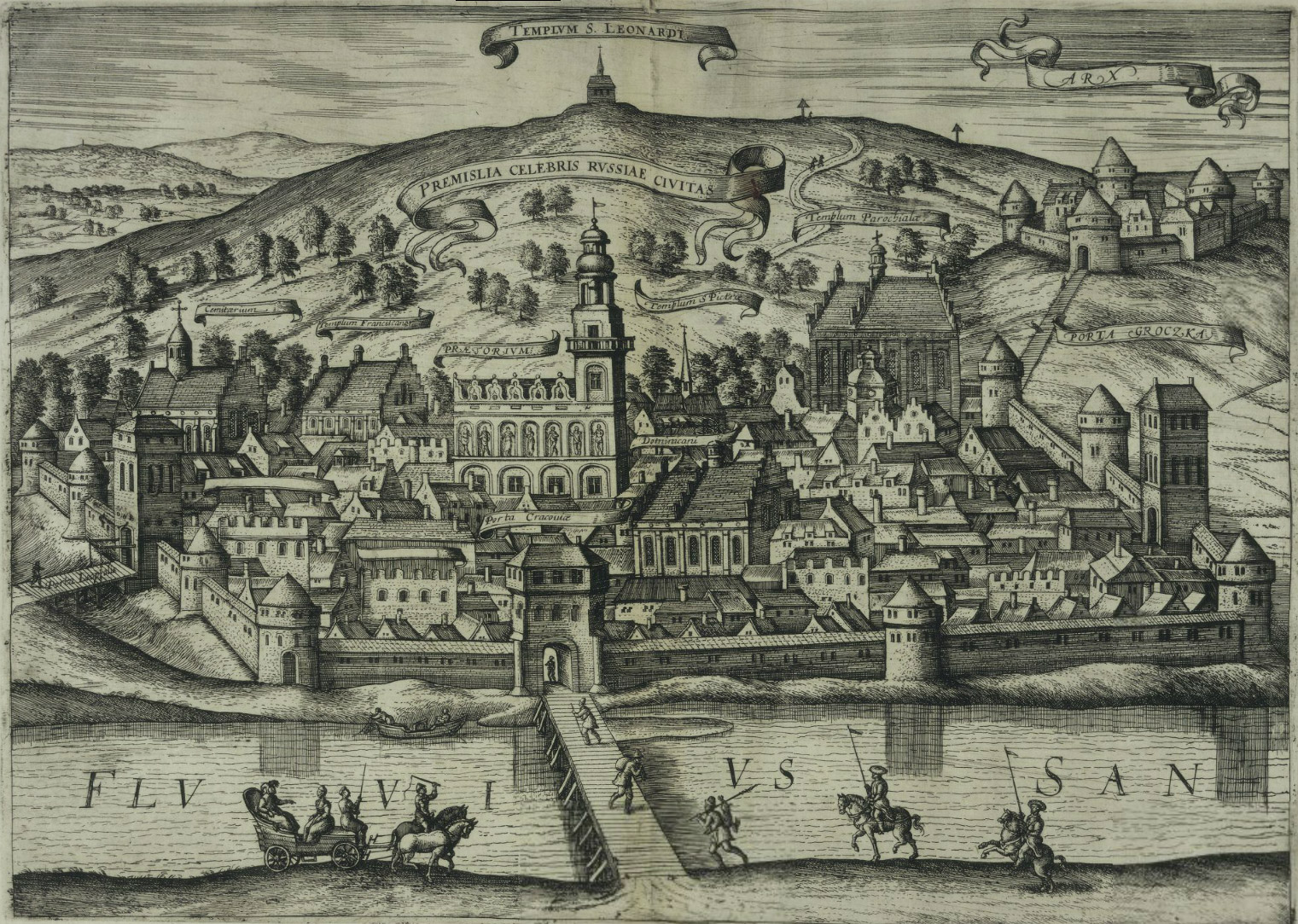
Гравюра 1617 года с надписью «Premislia celebris Rvssiae civitas» (Перемышль — знаменитый город Руси)

- 1389 — город получает Магдебургское право. Построен каменный замок, город окружила высокая стена с башнями, построены новые костёлы, монастыри, ратуша.
- 1498 — нападение валашского правителя Стефана ІІІ Великого, который завоевал город и отдал его в добычу солдатам. После этого город сожгли дотла, не щадя даже храмов.
- 1614 — город разрушил Кантемир-мурза.
- 1648 — город осадил казачий полковник Копыстинский, но был отбит Карлом Корняктом с Сосницы.
- 1656 — город осадил шведский генерал Роберт Дуглас, который отступил перед наступающими войсками гетмана Стефана Чарнецкого. Это событие — поворотный момент в «Шведском потопе», от этого события считается отступление шведских войск из Речи Посполитой.

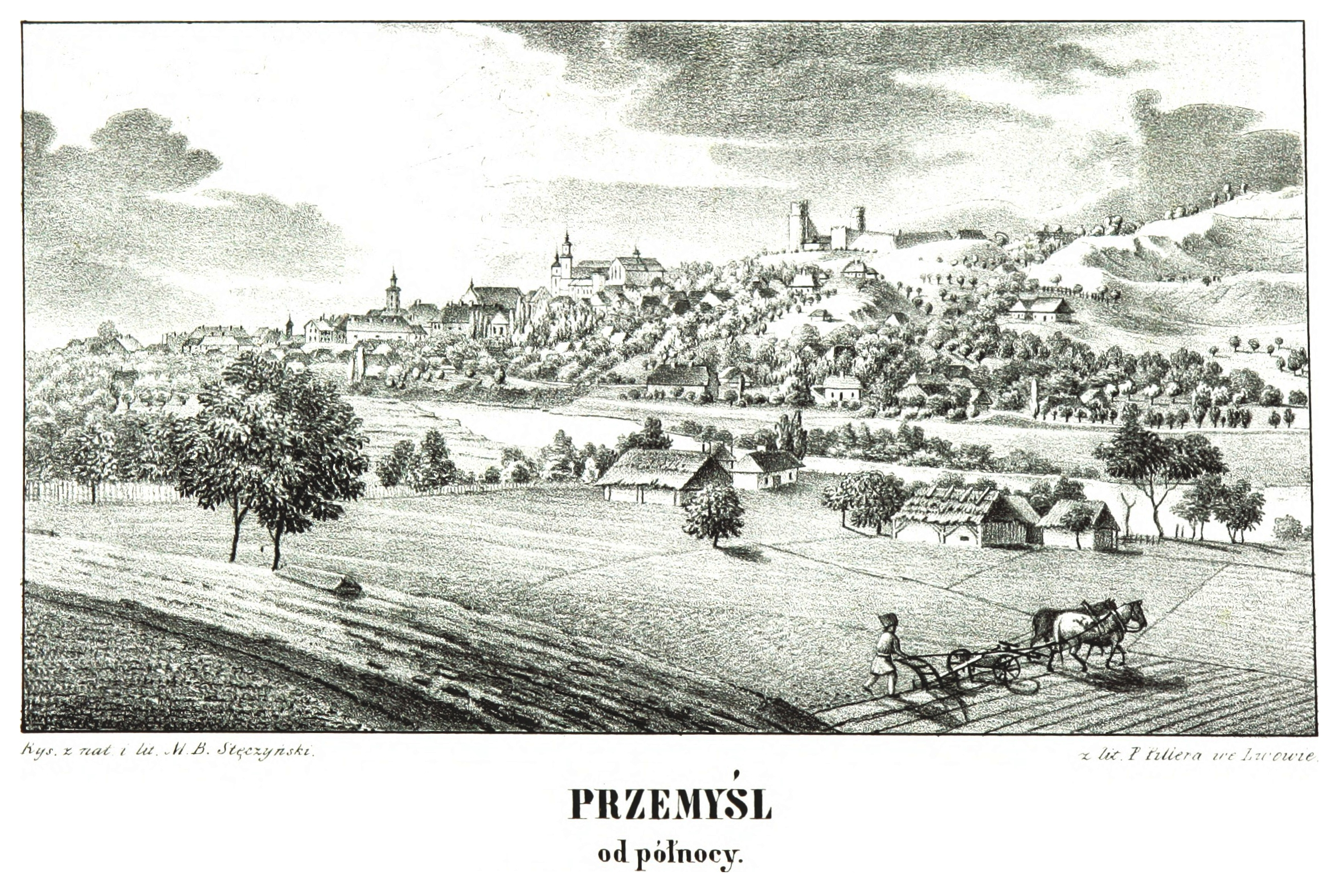
Перемышль в 1847 году

- 1657 — город отбивает вторжение трансильванских войск Юрия Ракоци.
- 1670 — новые фортификационные укрепления построил Андрей Максимилиан Фредро с герба Боньча (ок. 1620—1679).
- 1672 — окрестности Перемышля опустошили татары, которых под Корманицами разбили перемышльские горожане под руководством покровителя реформаторов о. Кристина Шиковского.
- 1692 — основание перемышльской греко-католической епархии.
- 1772 — город в результате Первого раздела Польши попадает во владение Австрии — настаёт процесс упадка города и застоя, который длится до времени автономии Галиции и строительства крепости Перемышль.
- 1914—1918 — тяжёлые бои за город в связи с превращением его в крепость (Перемышльская крепость).
- 1918—1919 — польско-украинские сражения за город (участие Перемышльских Орлят — польских школьников).
- 1918—1939 — центр повета в Львовском воеводстве.
- 1931 — согласно переписи, город населяют 62 272 человека, из них 39 430 (63,3 %) — римские католики, 18 376 (29,5 %) — евреи, 4391 (7 %) — греко-католики и 85 (0,2 %) — представители других религий. Перемышль является одним из крупнейших городов между Краковом и Львовом.
- 1939—1941 гг. — город разделён по реке Сан — район «Засанье» под немецкой оккупацией, а старый город — под советской.
- 1939 — 16—19 сентября немцы в Засанье расстреляли около 600 евреев.
- 1940 — украинские националисты с одобрения гитлеровцев демонтировали Памятник Перемышльских Орлят (восстановлен позже, но не на площади Конституции, где находился в период между мировыми войнами, а лишь над Саном).
- 1941—1944 — убито почти всё еврейское население.
- 1944 — Красная Армия вступает в город вместе с 38-м и 39-м пехотными полками Армии Крайовой с подокруга Жешув; Существовали планы размещения здесь центра воеводства, но в конечном итоге победила концепция сделать таковым город Жешув, расположенного ближе к центру страны, хотя и значительно меньшего по площади.
- 1944—1947 — в околицах города продолжаются бои с партизанским движением УПА, доходит до убийств польских граждан.
- 1945—1975 — центр повята в Жешувском воеводстве.
- 2 октября 1963 года — коммунистические власти, стремящиеся к ослаблению влияния церкви на молодёжь, приняли решение о закрытии Салезьянской церковной школы, увольнении священников и преподавателей. Это вызвало всеобщий бунт перемышлян, произошли столкновения молодёжи с милицией и ЗОМО. Были задержаны около 70 человек, над которыми провели судебные процессы.
- 1975—1998 — столица Перемышльского воеводства.
- 1991 — Визит Иоанна Павла II, папы римского, который передал верующим греко-католикам на собор здание бывшего костёла иезуитов.
- с 1 января 1999 г. — поветовый город в Подкарпатском воеводстве со столицей в городе Жешув.

### Государственная принадлежность
После получения Магдебургского права Перемышль находился под властью следующих государств:
- 1389—1569 —  Королевство Польское
- 1569—1772 —  Речь Посполитая,  Королевство Польское
- 1772—1804 —  Монархия Габсбургов
- 1804—1867 —  Австрийская империя
- 1867—1918 —  Австро-Венгрия
- 10.1918—11.1918 —  ЗУНР
- 1918—1939 —  Польская Республика
- 1939—1941 —  Украинская Советская Социалистическая Республика
- 1941—1944 —  Третий рейх («военная оккупация»)
- 1944—1945 —  Украинская Советская Социалистическая Республика
- 1945—1989 —  Польская Народная Республика
- с 1989 —  Республика Польша

## Население
| Год  | Численность | Численность |
| ---- | ----------- | ----------- |
| 1973 | 55 800      | [ 16 ]      |
| 1985 | 66 000      | [ 17 ]      |
| 1991 | 69 000      | [ 18 ]      |
| 2000 | 85 000      | [ 19 ]      |
| 2005 | 66 909      |             |
| 2014 | 63 638      |             |
| 2015 | 62 720      |             |
| 2021 | 58 408      | [ 20 ]      |
| 2022 | 57 193      |             |
| 2023 | 56 466      | [ 21 ]      |

| Национальности | 1921   | 1921  | 1931   | 1931 |
| Национальности | число  | %     | число  | %    |
| -------------- | ------ | ----- | ------ | ---- |
| Всего          | 47 953 | 100   | 51 000 | 100  |
| поляки         | 29 529 | 61,50 |        |      |
| евреи          | 13 156 | 26,91 |        |      |
| украинцы       | 5 119  | 11,25 |        |      |
| немцы          | 69     | 0,13  |        |      |
| русские        | 32     | 0,06  |        |      |
| чехи           | 27     | 0,05  |        |      |
| венгры         | 10     | 0,02  |        |      |
| прочие         | 20     | 0,04  |        |      |

| Религии       | 1921   | 1921  |
| Религии       | число  | %     |
| ------------- | ------ | ----- |
| Всего         | 47 953 | 100   |
| римо-католики | 21 942 | 45,75 |
| иудеи         | 18 360 | 38,28 |
| православные  | 7 459  | 15,55 |
| евангелисты   | 122    | 0,25  |
| прочие        | 74     | 0,15  |

## Воинские объединения, соединения, части
- В период с сентября 1939 г. по 22 июня 1941 г. в городе располагалось управление 8-го стрелкового корпуса[24][25][уточнить ссылку 3263 дня].

## Фотогалерея

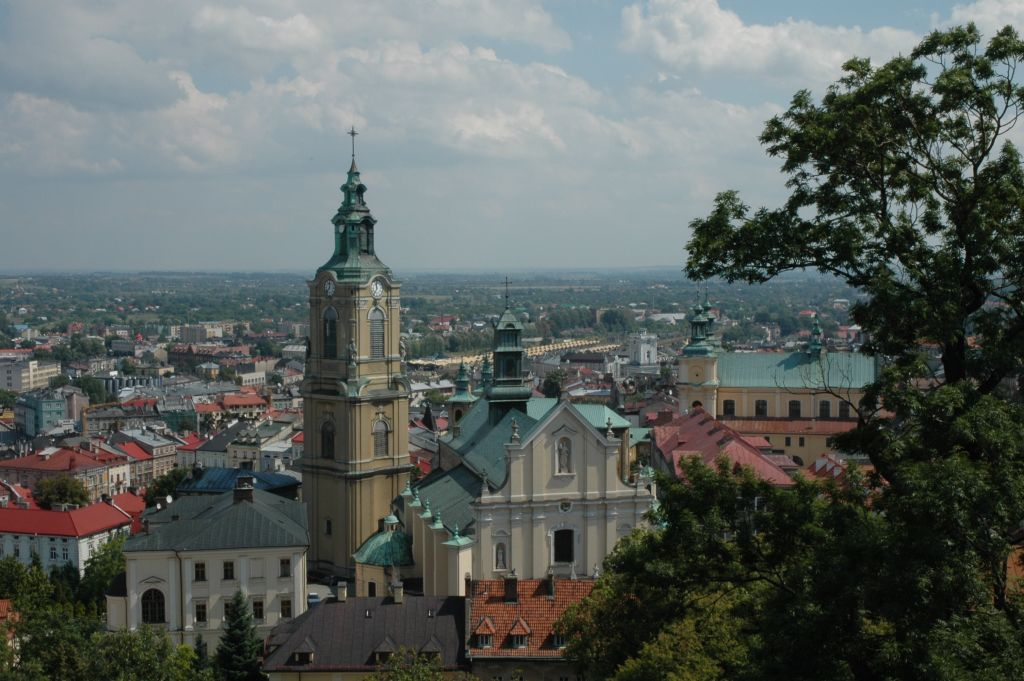
Панорама города
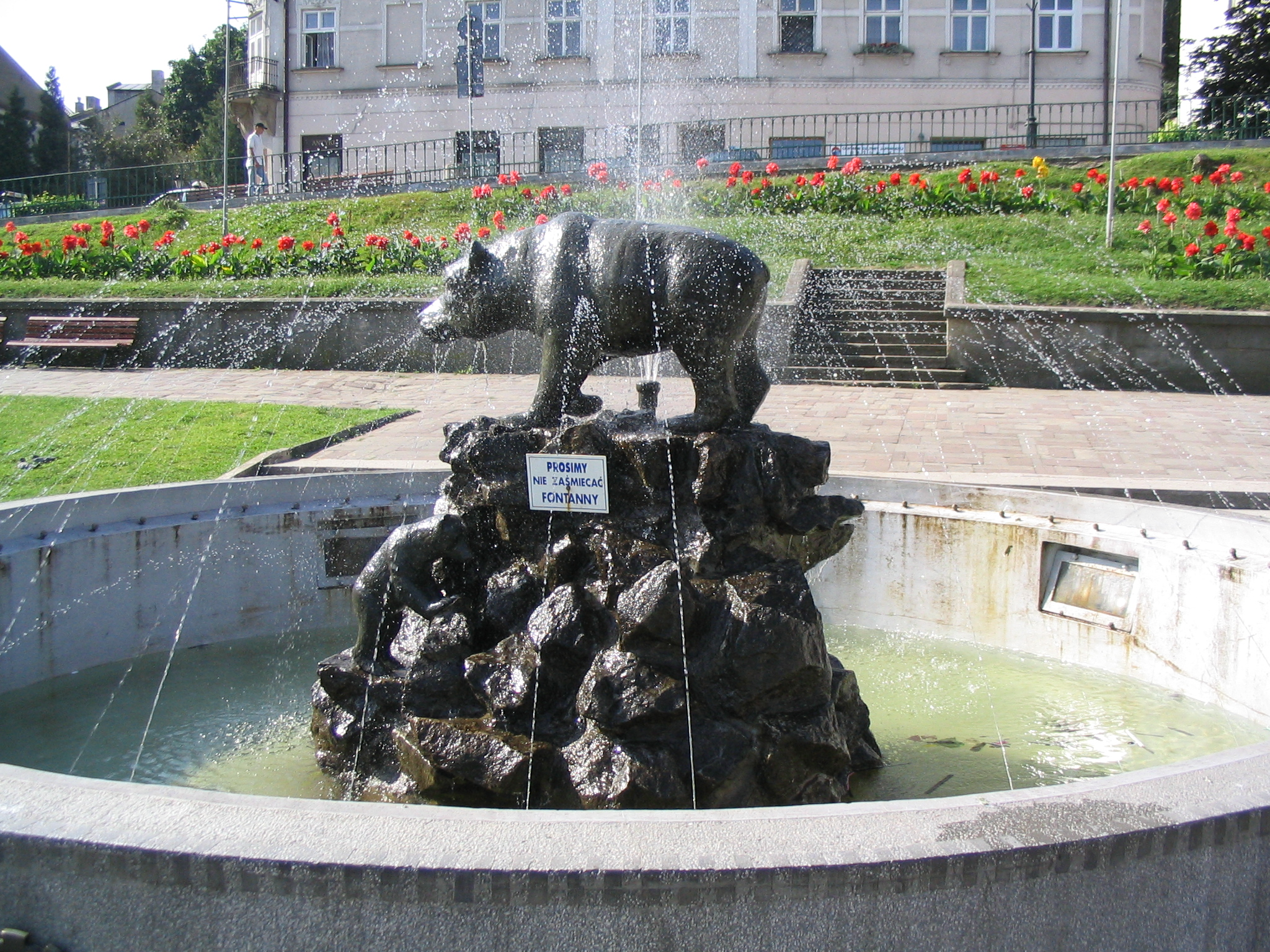
Фонтан
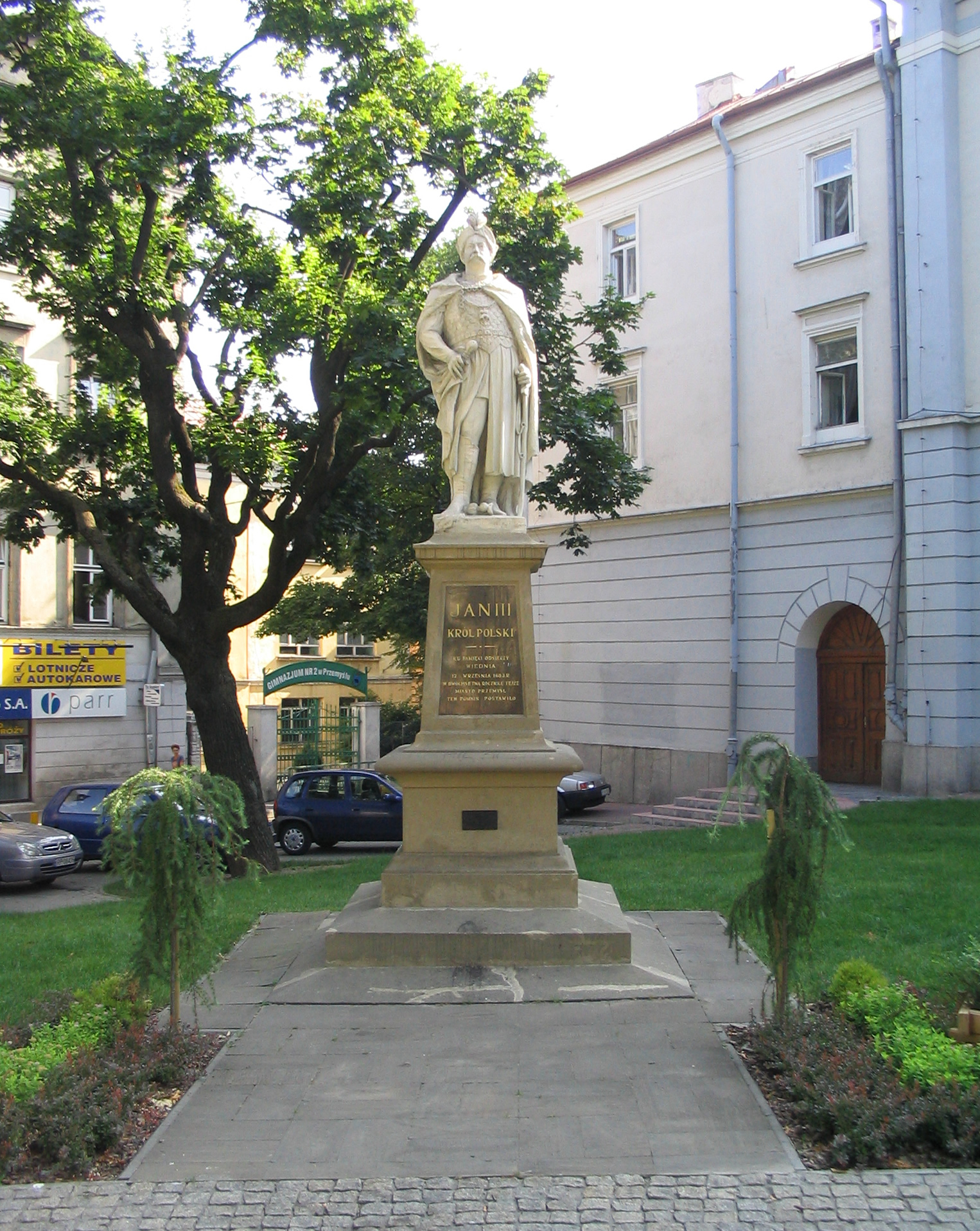
Памятник Яну Собескому
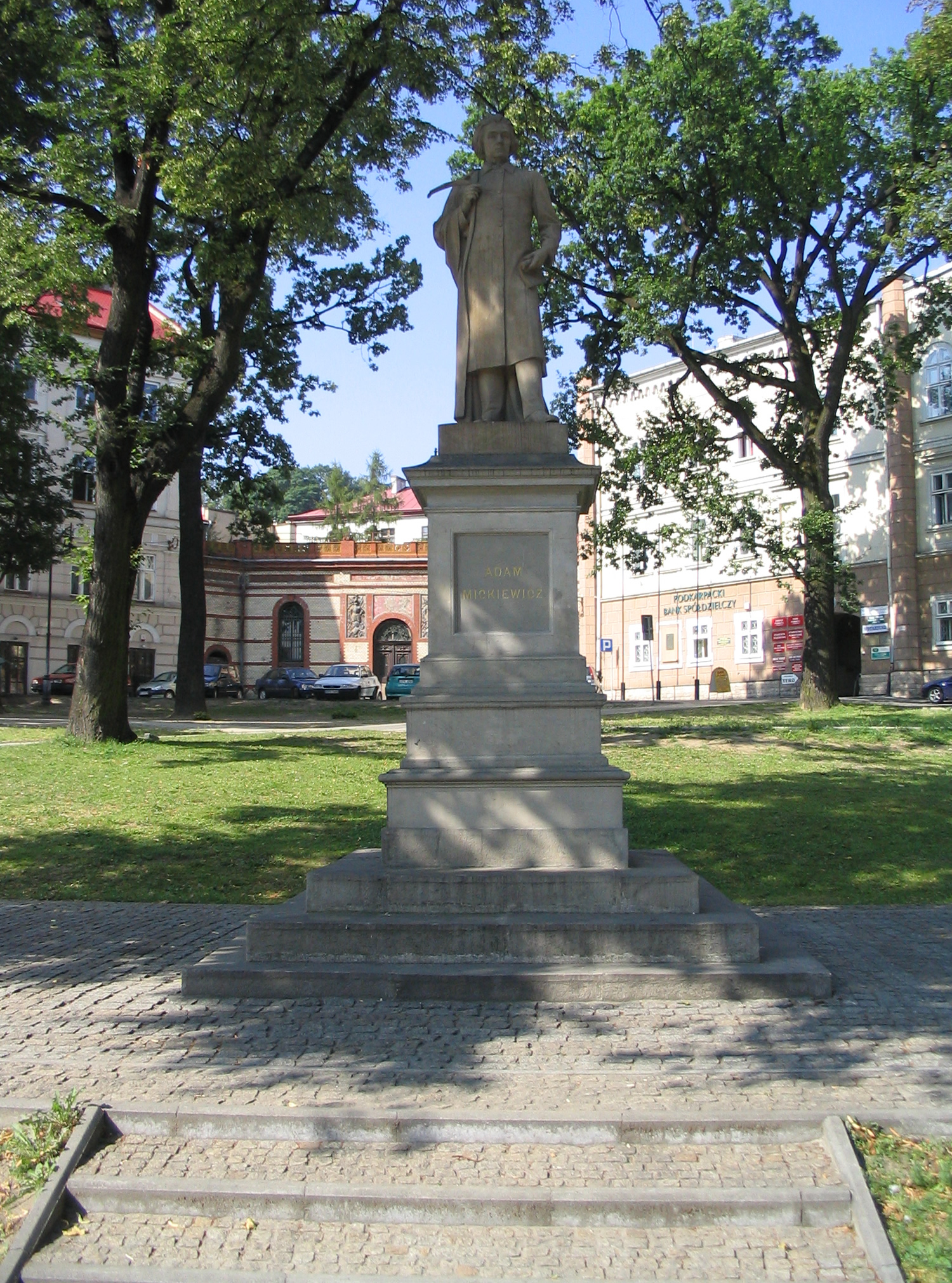
Памятник Мицкевичу
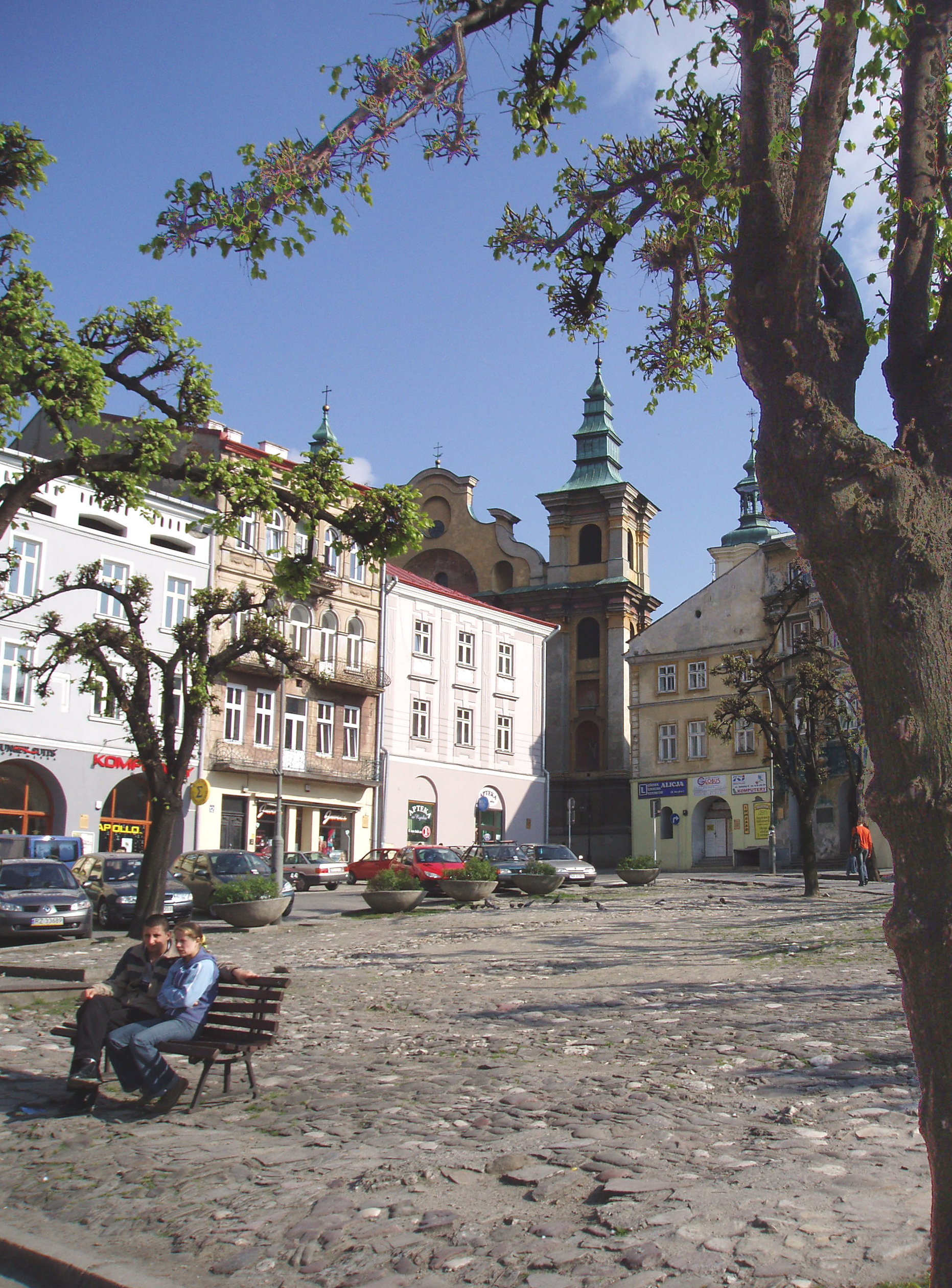
Площадь Рынок (Rynek) с застройкой XVI—XVII ст. (2005 г.)
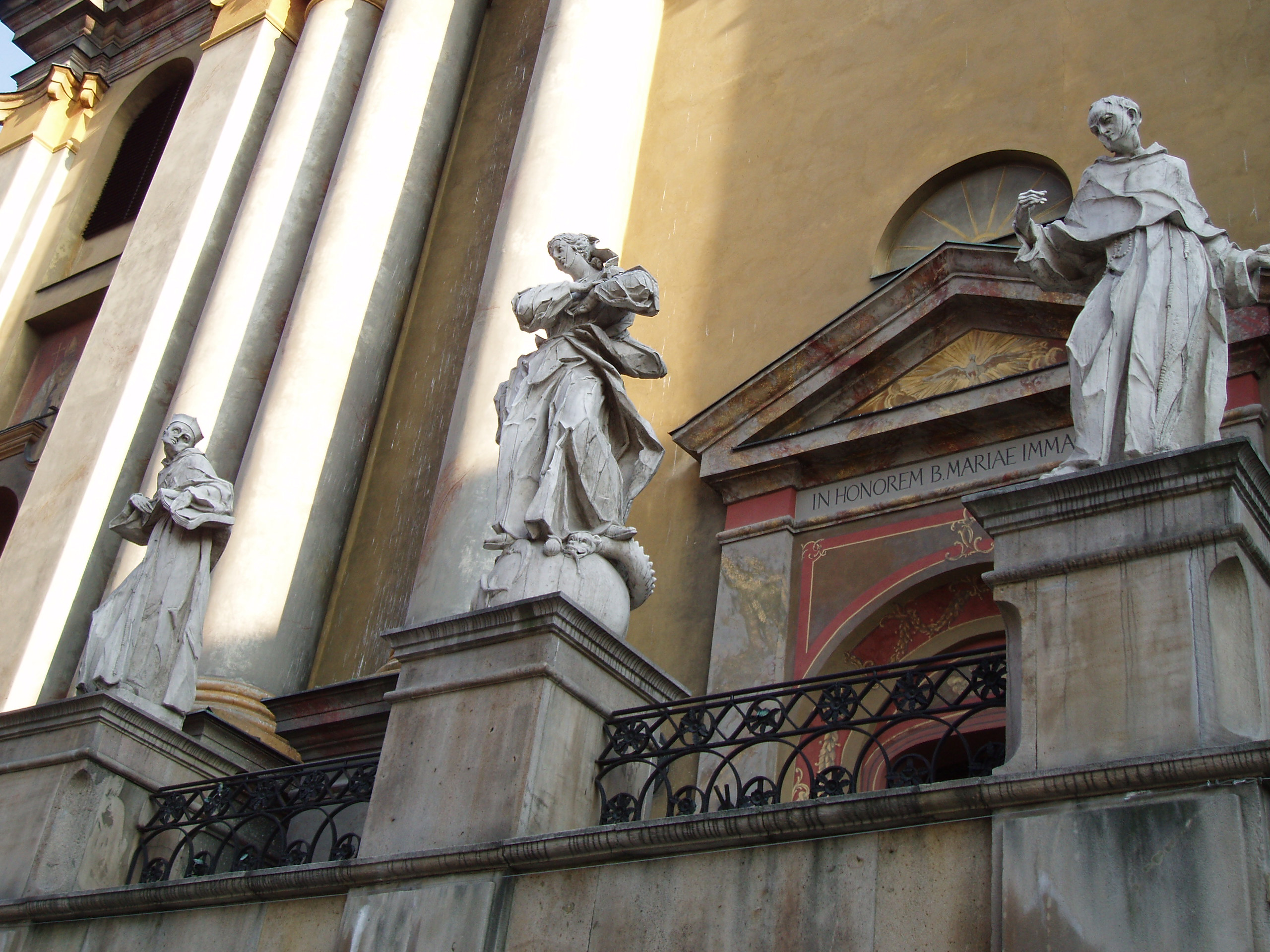
Главный вход во Францисканский костёл (Kościół franciszkanów) XVIII ст. со скульптурами святых (2005 г.)
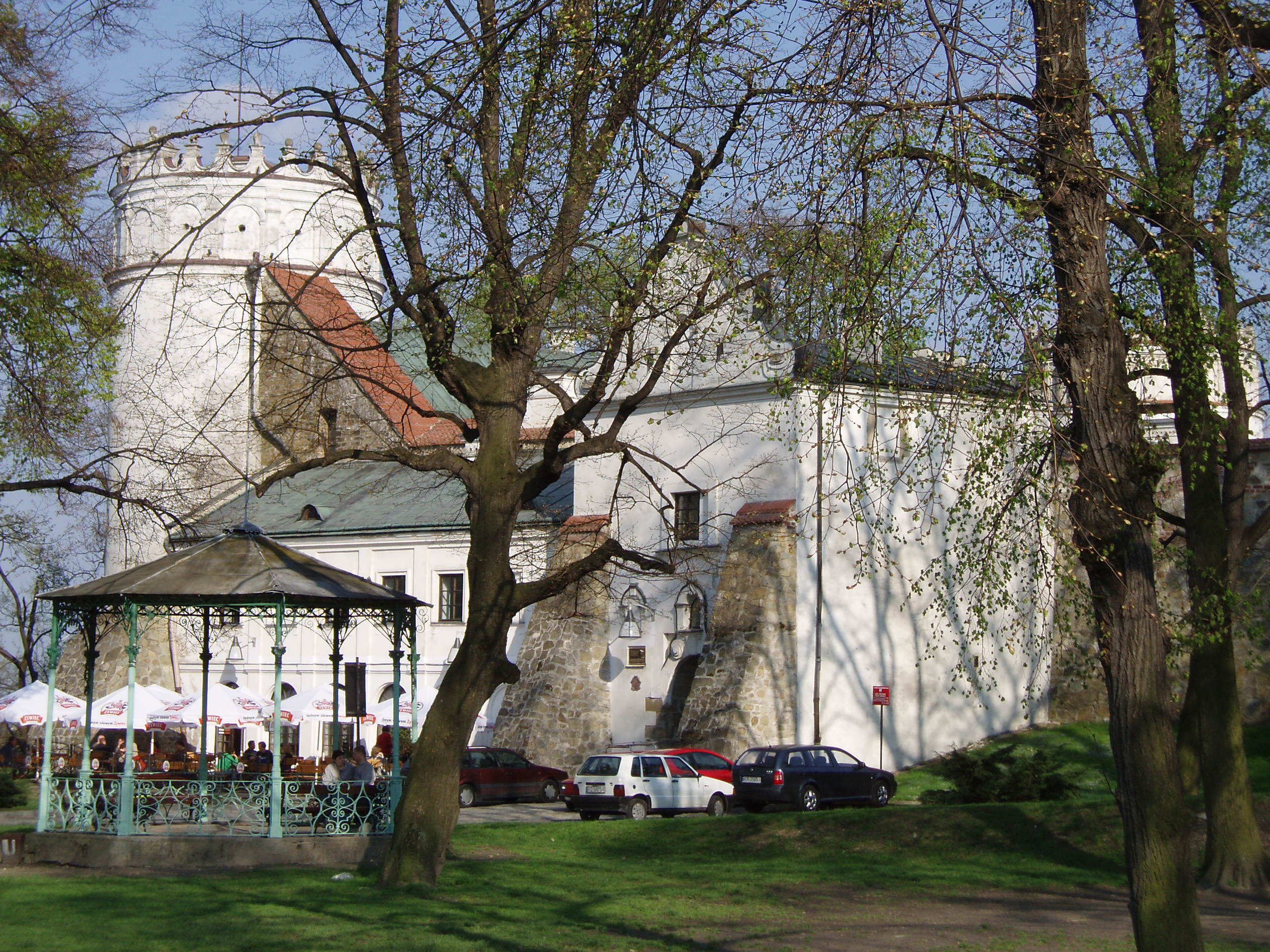
Замок (Zamek) нач. XIV ст. (2005 г.)

## Города-побратимы[26]
- Дрогобыч, Украина
- Кивассо, Италия
- Эгер, Венгрия
- Каменец-Подольский, Украина
- Львов, Украина
- Трускавец, Украина
- Падерборн, Германия
- Мостиска, Украина
- Южный Кестивен, Великобритания